# Zaballa (Ayala)
Zaballa es un lugar del municipio español de Ayala, perteneciente a la provincia de Álava, en la comunidad autónoma del País Vasco.

## Historia
Hacia mediados del siglo XIX, el lugar, ya por entonces perteneciente al ayuntamiento de Ayala, tenía una casa. Aparece descrito en el decimosexto y último volumen del Diccionario geográfico-estadístico-histórico de España y sus posesiones de Ultramar de Pascual Madoz con las siguientes palabras:

ZABALLA: barrio en la prov. de Alava., part. jud. de Amurrio, ayunt. de Ayala, térm. de Beotegui: una casa.
(Madoz, 1850, p. 440)